# Пим Дусбург
Вилијем Пим Дусбург (хол. Pim Doesburg; Ротердам, 28. октобар 1943 — 17. новембар 2020) био је холандски фудбалски голман. Остварио је осам наступа за репрезентацију Холандије у периоду од 1967. до 1981. године.
Дусбург је рекордед по броју одиграних мечева у Ередивизији са 687 утакмица за 25 година каријере.

## Каријера
Професиналну каријеру започео је у Спарти Ротердам у августу 1962. године на утакмици против Блаун-Вит Ротердама и одиграо 471 утакмицу за клуб у оквиру Ередивизије. Са Спартом Ротердам освојио је 1966. године Куп Холандије. У два наврата играо је и за ПСВ Ајндховен на више од 200 утакмица и са њим освојио Холандску лигу 1986. и 1987. године.
За репрезентацију Холандије дебитовао је на пријатељској утакмици против селекције Белгије у априлу 1967. године. Укупно, за репрезентацију Холандије одиграо је 8 мечева, први на Европском првенству 1980. године против Грчке у Напуљ, где је његов тим славио са 1:0. Последњи меч за репрезентацију Холандије одиграо је у фебруару 1981. године на мечу против репрезентације Кипра.
Након завршетка каријере постао је помоћни тренер и радио је за Фајенорд Ротердам.

## Трофеји
- Спарта Ротердам: Куп Холандије: 1965/66.
- ПСВ Ајндховен: Ередивизија 1985/86. и 1986/87.